# Matías Contreras
Matías Ignacio Contreras Hinojosa es un futbolista chileno que juega en la posición de delantero extremo. Actualmente milita en Iberia de la Segunda División Profesional de Chile. 

## Trayectoria
Realizó su formación en el club Everton de Viña del Mar, pero su debut profesional fue con el club Unión La Calera ingresando al minuto 74 del segundo tiempo, partido correspondiente a la fecha 14 del Campeonato de Primera División del año 2018, anotando el cuarto gol de la escuadra cementera ante O'Higgins de Rancagua. Actualmente está a préstamo en el club Deportes Iberia.

## Clubes
| lub                        | País  | Año       | PJ | Goles |
| -------------------------- | ----- | --------- | -- | ----- |
| Unión La Calera (Préstamo) | Chile | 2018      | 6  | 2     |
| Deportes Iberia (Préstamo) | Chile | 2019-Act. | 35 | 1     |

- Datos: Q101116087